# Rosario Guillermo
Rosa María del Rosario Guillermo Aguilar (Mérida, Yucatán, 1950). Es una escultora mexicana que presentado sus obras en museos y galerías de Asia, Europa y América, es autora del libro Breve introducción a la Historia de la escultura en cerámica en México.
Recibió el premio Coatlicue por parte de la Coordinadora Internacional de Mujeres en el Arte en 2014.

## Trayectoria
La escultora obtuvo el título de licenciada y maestra en Artes Visuales por la Escuela Nacional de Artes Plásticas, ahora Facultad de Artes y Diseño, de la Universidad Nacional Autónoma de México. Así mismo, cuenta con el título de docente por la Escuela Normal de Maestros de Yucatán.
Durante su formación académica la presencia de su maestra Gerda Gruber influyó en cuanto a la exigencia que Rosario ratificó al concluir su carrera y salir becada por un año para especializarse en el Instituto Artístico de la Cerámica en Florencia, donde exploró el uso de materiales como el barro. 
La obra de la artista da cuerpo a vírgenes y diosas en una actitud transgresora, las piezas tienen una carga de humor, erotismo y una ostentación de todo lo relativo a la genitalidad femenina. Deidades que no existen en el calendario como Nuestra Santísima Señora del Clítoris, Nuestra Santísima Señora del Caos o Nuestra Santísima Señora de la Probidad, refugiadas en el lenguaje de Rosario por su concepto de lo divino y lo mágico.
Guillermo tiende a utilizar elementos históricos mexicanos, las esculturas de gran formato y deja visible el material con el que está hecha la escultura.

Las diferentes propuestas de la artista se relacionan con la tierra, el fuego, la fertilidad y el diálogo constante con los arquetipos de lo femenino y lo masculino. En su obra hace uso de diversos materiales, sin embargo se destaca el uso de la cerámica: 
Asombroso el dominio de la técnica de la cerámica que le permite viajar en sus propias sensaciones, conceptos, e intenciones. 
Su exposición Territorium  estuvo conformada por esculturas realizadas bajo la técnica de la cerámica con algunos otros materiales, como madera, metal, hoja de oro y caucho que recalcan la contemporaneidad de esta técnica tradicional. El crítico de arte José Manuel Springer afirma que el trabajo de la escultora:
combina los impulsos con las influencias asumidas, y proporciona una escultura que comparte las características de la estatuaria religiosa prehispánica y las rebasa.
Rosario es miembro de la Academia Internacional de la Cerámica desde 2005. Cuenta con exposiciones individuales y colectivas en México, Francia, Lituania, Dinamarca, Hungría y Guatemala. Su obra forma parte de las colecciones permanentes de museos en China, Dinamarca, Hungría, República Checa, Lituania, Colombia, Puerto Rico, así como museos de la Ciudad de México.
Además, en 2020 la artista donó al Archivo Histórico Municipal de Mérida una escultura mientras que en 2022, donó al Parque Zoológico Animaya en el mismo estado cuatro esculturas de cerámica para que se exhiban en espacios públicos.

## Obras
- Habitación materna casa liquidada (1983).[12]
- Nuestra Santísima Señora de la Solemnidad (1999).[13]
- X´mahaná (1999).
- Cuatlicue (2003).[14][15]
- Corteza esencia (2011).[16]

## Premios y Reconocimientos
- Premio Universidad Nacional Por Creación artística y Extensión de la Cultura UNAM (2024)
- Medalla al Mérito Académico Facultad de Artes y Diseño UNAM (2022)
- Premio Coatlicue por trayectoria profesional otorgado por la Coordinadora Internacional de Mujeres en el Arte (2014)
- Medalla Yucatán Premio Estatal de Ciencias y Artes Gobierno de Yucatán (1999)
- Medalla al Mérito Artístico del Gobierno de Yucatán (1997)
- 1.º lugar de Escultura en la Bienal de Artes Plásticas de Yucatán (1991)
- 1.º lugar de Escultura en la Bienal de Artes Plásticas de Yucatán (1987)